# Atlantische maanvis
De (Atlantische) maanvis (Selene setapinnis) is een straalvinnige vis uit de familie van horsmakrelen (Carangidae) en behoort derhalve tot de orde van baarsachtigen (Perciformes). De vis kan maximaal 60 cm lang en 4600 gram zwaar worden.

## Leefomgeving
De Atlantische maanvis komt in zeewater en brak water voor. De vis prefereert een subtropisch klimaat en leeft hoofdzakelijk in de Atlantische Oceaan. De diepteverspreiding is 0 tot 55 m onder het wateroppervlak.

## Relatie tot de mens
De Atlantische maanvis is voor de visserij van groot commercieel belang. In de hengelsport wordt er weinig op de vis gejaagd. De soort kan worden bezichtigd in sommige openbare aquaria.
Voor de mens is de Atlantische maanvis potentieel gevaarlijk, omdat er vermeldingen van ciguatera-vergiftiging zijn geweest.